# 刘曙光
刘曙光（1962年11月—），男，汉族，山东文登人，中华人民共和国政治人物。东北工学院金属材料系金属材料专业毕业，中共山东省委党校经济管理专业毕业。

## 生平
1983年8月参加工作。1984年11月加入中国共产党。1993年4月，任共青团烟台市委副书记。1997年7月，任共青团烟台市委书记。2000年6月，任山东省科学技术厅副厅长、党组成员。2002年1月，任中共东营市委副书记、市纪委书记。2006年12月，任中共东营市委副书记。
2011年12月，任中共潍坊市委副书记，代市长（2012年2月当选市长）。2017年1月，任中共潍坊市委书记。2019年1月，任淄博市人大常委会副主任（正厅级）。2021年1月，当选为淄博市人大常委会主任。2022年1月，当选为山东省人大常委会法制委员会副主任委员。
2013年，当选第十二届全国人民代表大会山东地区代表。